# フラッシュ・エロルデ
ガブリエル“フラッシュ”エロルデ（Gabriel "Flash" Elorde、1935年3月25日 – 1985年1月2日）は、フィリピンの元プロボクサー。マニラ首都圏パラニャーケ出身。元WBA・WBC世界スーパーフェザー級統一王者。
「フラッシュ」（閃光）のリングネーム通りの超高速のスピードと堅実なボクシングテクニックで1960年から1967年にかけてスーパーフェザー級に君臨し、10度の防衛を成し遂げた60年代を代表する名王者。ノニト・ドネアの異名フラッシュはこの同国人の偉大な先輩エロルデからちなんで名づけられている。
孫のフアン・マルティン・エロルデ(Juan Martin Elorde)もプロボクサーである。

## 来歴
1951年6月16日、プロデビュー。
1951年10月16日、キッド・インデペンデンスに10RKOで初黒星まで9連勝。
1952年7月26日、フィリピンバンタム級王座を獲得。同王座は1度防衛後返上。
1952年10月18日、空位の東洋バンタム級王座を堀口宏と争い獲得。
1953年5月20日、ラリー・バターンの持つ東洋フェザー級王座に挑戦するも失敗。
1953年7月6日、東洋バンタム級王座を赤沼明由を降して初防衛に成功。その後同王座は返上。
1953年11月25日、秋山政司の持つ日本ライト級王座に挑戦するが失敗。
1954年6月29日、金子繁治の持つ東洋フェザー級王座に挑戦するも、またも失敗。
1954年8月18日、フィリピンスーパーフェザー級王座を獲得。
1955年6月15日、フィリピンライト級王座に挑戦するが失敗。
1955年7月20日、ノンタイトル戦でサンディ・サドラーを判定で破る。
1956年1月18日、サンディ・サドラーの世界フェザー級王座に挑戦するが13RTKO負け。
1957年3月16日、フィリピンスーパーフェザー級王座を防衛。
1957年4月27日、空位のOBF東洋ライト級王座を獲得。
1957年6月23日、オムサップ・ラエムファバーとのOBF東洋ライト級王座の初防衛に失敗。
1958年3月2日、オムサップ・ラエムファバーを破り王者になった大川寛の持つOBF東洋ライト級王座を再び獲得。
1960年3月16日、7ラウンドで世界王者ハロルド・ゴメスをノックアウトし、世界スーパーフェザー級王座獲得。これは全米ボクシング協会(NBA)が認定した同級の初代世界王座であった。
1967年6月15日、沼田義明に敗れるまで10度の防衛に成功し7年3か月の間、王座を維持。
世界スーパーフェザー級王座となってからもOBF東洋ライト級王座も防衛。
1962年4月30日、小坂照男に敗れてOBF東洋ライト級王座を失うが、6月23日、オーベン・コープランドとの世界スーパーフェザー級王座の防衛戦の後の8月4日、小坂からすぐにOBF東洋ライト級王座を奪い返した。
1963年2月14日には同日に発足されたWBCにおいても世界スーパーフェザー級王者として認定された。
1964年2月15日にはWBA・WBC世界ライト級王者のカルロス・オルチスに挑戦したが14RTKO負け。
1966年6月9日、沼田義明に敗れOBF東洋ライト級王座陥落。
1966年11月28日にカルロス・オルチスの持つWBA世界ライト級王座に再挑戦したが14RKO負け（WBCは試合認定を拒否）。
1967年6月15日、再び沼田義明に敗れ、ついにWBA・WBC世界スーパーフェザー級の両王座から陥落。
王座陥落後も戦い続けたが1971年5月20日に日本で村上広行との10回戦で判定負けを喫すると引退。
引退後はボクシングのプロモーターを務め、1985年1月2日、喫煙習慣もあって肺癌のため49歳で死去した。
1993年、国際ボクシング名誉の殿堂博物館に殿堂入りした。